# Art LaFleur
Art LaFleur (Gary, 9 settembre 1943 – North Hollywood, 17 novembre 2021) è stato un attore statunitense.

## Biografia
Interprete cinematografico e televisivo, apparve in numerosi film, tra i quali Wargames - Giochi di guerra (1983) di John Badham, dove interpretò la parte di una guardia, e Oscar - Un fidanzato per due figlie (1991) di John Landis, dove interpretò il ruolo dell'ufficiale Quinn. Partecipò ad altri film come Che fine ha fatto Santa Clause? (2002) e Ace Ventura 3 (2009).
LaFleur è morto il 17 novembre 2021, all'età di 78 anni, per le conseguenze della malattia di Parkinson.

## Filmografia parziale

### Cinema
- Fai come ti pare (Any Which Way You Can), regia di Buddy Van Horn (1980)
- Wargames - Giochi di guerra (WarGames), regia di John Badham (1983)
- Trancers - Corsa nel tempo (Trancers), regia di Charles Band (1984)
- Per piacere... non salvarmi più la vita (City Heat), regia di Richard Benjamin (1984)
- Alien - Zona di guerra (Zone Troopers), regia di Danny Bilson (1985)
- Cobra, regia di George P. Cosmatos (1986)
- Assassino senza colpa? (Rampage), regia di William Friedkin (1987)
- Blob - Il fluido che uccide (The Blob), regia di Chuck Russell (1988)
- L'uomo dei sogni (Field of Dreams), regia di Phil Alden Robinson (1989)
- Air America, regia di Roger Spottiswoode (1990)
- Colpi proibiti (Death Warrant), regia di Deran Sarafian (1990)
- Oscar - Un fidanzato per due figlie (Oscar), regia di John Landis (1991)
- Trancers II: The Return of Jack Deth (Trancers II), regia di Charles Band (1991)
- Amore per sempre (Forever Young), regia di Steve Miner (1992)
- Un eroe piccolo piccolo (Jack the Bear), regia di Marshall Herskovitz (1993)
- Operazione Desert Storm (In the Army Now), regia di Daniel Petrie Jr. (1994)
- Maverick, regia di Richard Donner (1994)
- First Kid - Una peste alla Casa Bianca (First Kid), regia di David M. Evans (1996)
- Legge marziale (Best of the Best 4: Without Warning), regia di Phillip Rhee (1998)
- Le riserve (The Replacements), regia di Howard Deutch (2000)
- Beethoven 4 (Beethoven's 4th), regia di David Mickey Evans (2001)
- Che fine ha fatto Santa Clause? (The Santa Clause 2), regia di Michael Lembeck (2002)
- Hostage, regia di Florent-Emilio Siri (2005)
- Santa Clause è nei guai (The Santa Clause 3: The Escape Clause), regia di Michael Lembeck (2006)

### Televisione
- Charlie's Angels - serie TV, episodio 3x19 (1979)
- Chi amerà i miei bambini? (Who Will Love My Children?), regia di John Erman - film TV (1983)
- Matlock – serie TV, episodi 6x14-8x07 (1992-1993)
- Baywatch – serie TV, episodio 8x09 (1997)
- E.R. - Medici in prima linea (ER) – serie TV, episodio 4x19 (1998)
- Tycus, regia di John Putch - film TV (1999)
- Angel – serie TV, episodio 2x06 (2000)
- Dr. House - Medical Division (House M.D.) – serie TV, episodio 1x12 (2005)
- Cold Case - Delitti irrisolti (Cold Case) – serie TV, episodio 6x11 (2008)

## Doppiatori italiani
Nelle versioni in italiano delle opere in cui ha recitato, Art LaFleur è stato doppiato da:
- Alessandro Rossi in Blob - Il fluido che uccide, First Kid - Una peste alla Casa Bianca
- Daniele Tedeschi in Charlie's Angels
- Pino Locchi in Cobra
- Giancarlo Padoan in Assassino senza colpa?
- Michele Gammino in Top Secret
- Claudio Fattoretto in L'uomo dei sogni
- Stefano De Sando in Air America
- Vittorio Congia in Colpi proibiti
- Luciano De Ambrosis in Oscar - Un fidanzato per due figlie
- Tony Fuochi ne I racconti della cripta
- Giorgio Favretto in Angel
- Paolo Buglioni in Le riserve
- Carlo Valli in Che fine ha fatto Santa Clause?
- Dario De Grassi in Dr. House - Medical Division
- Sandro Sardone in Night Stalker
- Stefano Mondini in Cold Case - Delitti irrisolti
- Paolo Marchese in The Mentalist
- Giorgio Locuratolo in A Snow Globe Christmas
- Massimo Corvo in Air America (ridoppiaggio)